# Retroscena
Pour plus de détails, voir Fiche technique et Distribution.
Retroscena est un film italien réalisé par Alessandro Blasetti, sorti en 1939.

## Fiche technique
- Titre : Retroscena
- Réalisation : Alessandro Blasetti
- Scénario : Alessandro Blasetti, Carlo Duse, Ettore Maria Margadonna, Pietro Germi et Giuseppe Zucca (en)
- Direction artistique : Gastone Medin
- Photographie : Václav Vích
- Montage : Ignazio Ferronetti
- Musique : Alessandro Cicognini
- Pays de production : Royaume d'Italie
- Format : Noir et blanc - 1,37:1 - Mono
- Genre : comédie
- Durée : 100 minutes
- Date de sortie : 1939

## Distribution
- Elisa Cegani : Diana Martelli
- Filippo Romito : Alberto De Sanni
- Camillo Pilotto : Parsifal Bernocchio
- Lia Orlandini : Mirna Martelli
- Enzo Biliotti : Silvio Dentice
- Ugo Ceseri : Terenzio
- Giovanni Grasso : le commissaire
- Romolo Costa : Sablonscky
- Oretta Fiume : la demoiselle d'honneur
- Cesare Zoppetti : le concierge